# Flughafen St. Helena

i7
i11
i13

Lage des Flughafens im Osten der Insel

Der Flughafen St. Helena (englisch St Helena Airport, IATA-Code: HLE, ICAO-Code: FHSH) ist ein Flughafen auf der Insel St. Helena im Südatlantik. Der Flughafen wurde im Mai 2016 zugelassen, der kommerzielle Erstflug im Linienverkehr fand am 14. Oktober 2017 statt.
Standort des Flughafens ist die Prosperous Bay Plain im Distrikt Longwood an der Ostküste der Insel.
Der Flughafen war vom 2. bis 5. Oktober 2018 geschlossen, da der südafrikanische Betreiber Insolvenz angemeldet hatte. Seit 5. Oktober 2018 betreibt nun die St Helena Airport Ltd (SHAL) den Flughafen.

## Infrastruktur
Die Start- und Landebahn hat eine Länge von 1950 Metern, wovon 1550 beziehungsweise 1535 Meter für Landungen nutzbar sind. Sie ist für die meisten kleineren Kurz- und Mittelstreckenflugzeuge, wie den Airbus A319 oder die Boeing 737-700, ausreichend. Ursprünglich war eine nutzbare Landebahnlänge von 1850 Metern geplant, die auch eine Nutzung durch Flugzeuge des Typs A320 und B737-800 ermöglicht hätte. Dieser Bedarf wurde vorläufig gestrichen, eine Erweiterungsmöglichkeit ist aber vorgesehen.

## Flugverbindungen und Fluggesellschaften
Airlink verbindet seit dem 14. Oktober 2017 Johannesburg via Windhoek in Namibia mit St. Helena. Die 5. Freiheit der Luft für Windhoek bis nach St. Helena wurde beantragt. Ein erster Probeflug fand am 21. August 2017 statt. Es wird zweimal wöchentlich geflogen. Einmal im Monat findet ein Weiterflug nach Ascension statt.
Seit März 2019 findet der technische Stopp auf dem Weg von Johannesburg nach St. Helena nicht mehr in Windhoek, sondern auf dem Flughafen Walvis Bay statt. Zudem wird in den Südsommermonaten durch Airlink eine weitere wöchentliche Verbindung nach Kapstadt bereitgestellt.
Generell können nur Flugzeuge, die von Namibia, Angola oder Ascension starten, aufgrund der Pistenlänge bei optimaler Beladung den Flugplatz anfliegen. Es besteht eine Auflage, zusätzlichen Treibstoff mitzuführen, um entweder kreisen oder zum Festland zurückfliegen zu können.

## Geschichte
Bereits im Jahr 1947 wurde in Erwägung gezogen, einen Flughafen auf der Insel St. Helena zu bauen, als die südafrikanische „Union Defence Force“ eine Machbarkeitsstudie dazu durchführte, jedoch mit negativem Ergebnis. 1973 wurde erneut die Möglichkeit untersucht, ein 2100 Meter langer Runway in der Deadwood Ebene, am Horse Point oder in der Prosperous Bay Ebene zu bauen, wegen der hohen Kosten aber aufgegeben. 1999 wurde diese Idee von der Inselregierung wieder aufgegriffen, nach ursprünglichen Planungen sollte bis 2011/12 ein internationaler Flughafen errichtet werden. Als Auswirkung der Finanzmarktkrise wurden die Pläne im Dezember 2008 von der britischen Regierung vorläufig zurückgestellt. Schließlich wurde Anfang November 2011 der Vertrag für den Bau des Flughafens mit der südafrikanischen Baufirma Basil Read Pty Ltd unterzeichnet.

### Bau

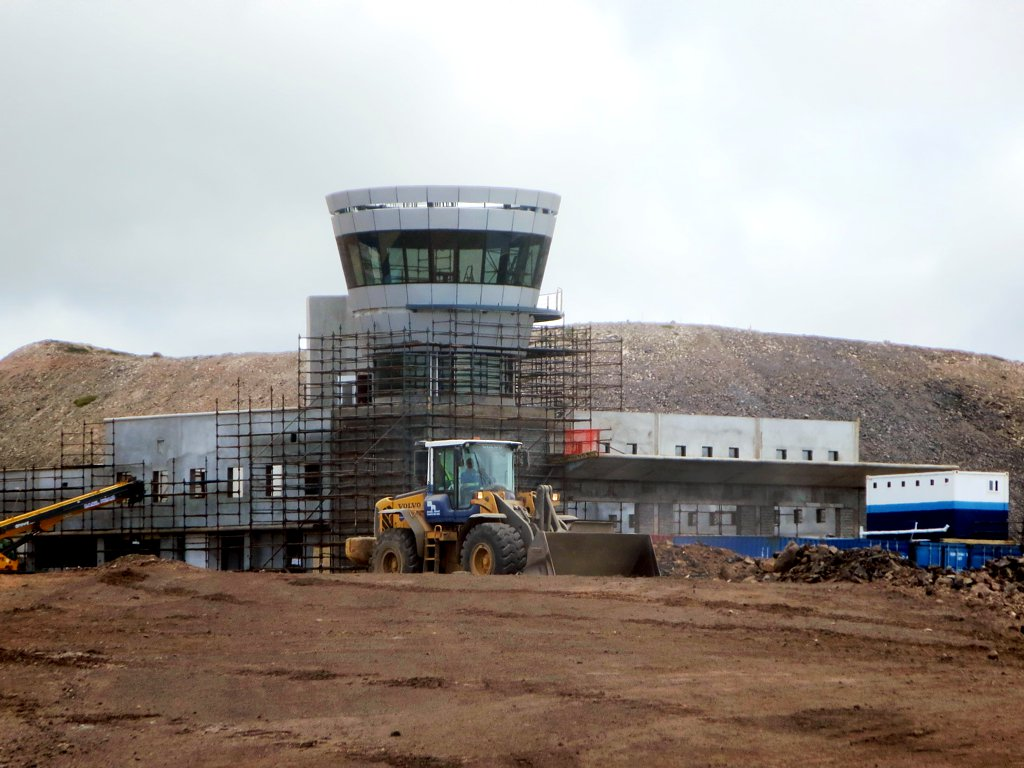
Flughafengebäude im Bau

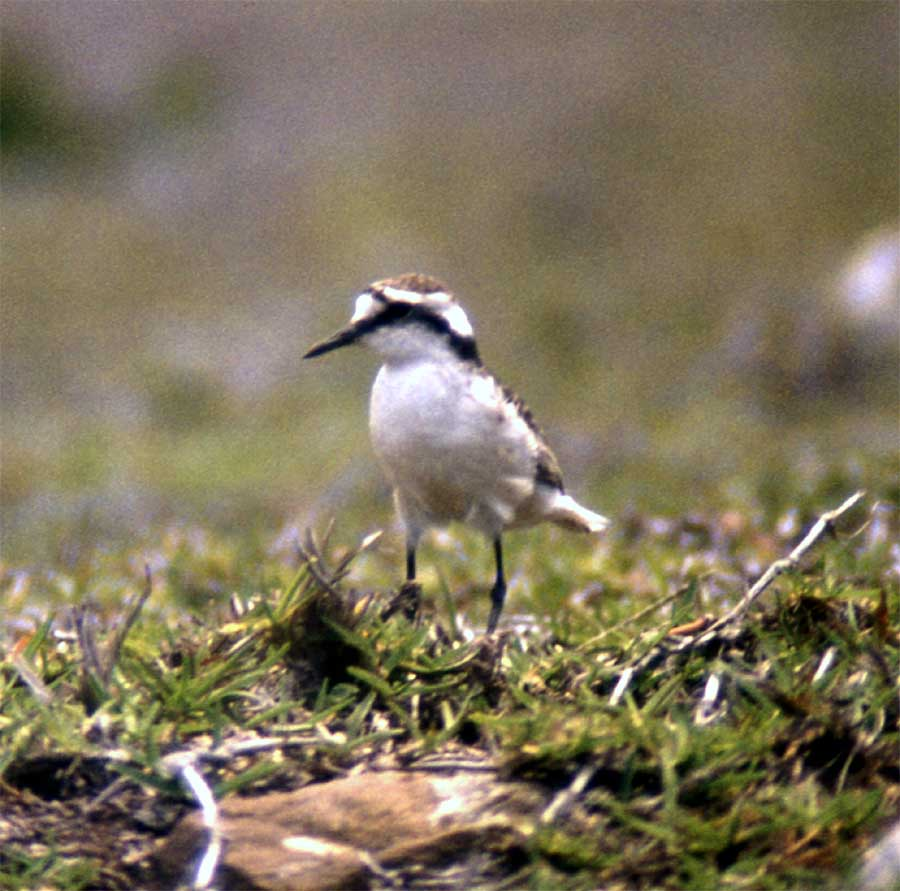
St.-Helena-Regenpfeifer

Der Standort auf der Hochebene ist für die Insel zwar vergleichsweise eben, dennoch waren zum Bau große Erd- und Felsmassen zu bewegen sowie eine tiefe Schlucht mit rund 8 Millionen Kubikmetern Steinen aufzufüllen. Der beste Standort für den Flughafen, eine andere ebene Stelle auf der gebirgigen Insel, wurde ausgeschlossen, da in der Nähe der Sankt-Helena-Regenpfeifer (engl. Saint Helena plover) brütet. Nach einer internationalen Ausschreibung hatten sich im Februar 2007 vier Firmen für die Bieterendrunde zum Bau des Flughafens sowie drei Firmen für den späteren Betrieb qualifiziert. Den Zuschlag bekam der einzig übrig gebliebene Bieter, das südafrikanische Bauunternehmen Basil Read. Der Bau begann Anfang 2012. Der Zement wurde vom namibischen Zementwerk Ohorongo per Schiff geliefert. Für das Abladen der angelieferten 70.000 Tonnen Güter, einschließlich 20 Millionen Liter Diesel, wurde die Rupert’s Wharf  im Nordwesten der Insel errichtet und eine Verbindungsstraße zur Flughafenbaustelle im Osten gebaut.
Die Baukosten waren mit 2,7 Mrd. Südafrikanischen Rand (Stand März 2016 etwa 150 Millionen Euro) veranschlagt. Der Bau begann 2012 und wurde im April 2016 abgeschlossen. Die Baukosten beliefen sich zuletzt auf 285 Millionen GB£.
Die historische erste Flugzeuglandung in der Geschichte St. Helenas fand am 15. September 2015 statt und erregte in der Bevölkerung größtes Interesse, auch alle Schulkinder waren vom Schulbesuch freigestellt. Das Flugzeug der Firma Flight Calibration Services diente der Justierung der Anfluginstallationen und führte die dazu üblichen diversen Anflüge aus. Die Inbetriebnahme des Flugplatzes war für Ende Februar 2016 vorgesehen, wurde jedoch am 6. November 2015 auf Mai 2016 verschoben. Am 10. April 2016 landete – ebenfalls für Testflüge sowie zur Schulung während vier Tagen – der erste Jet auf dem Flughafen, am 18. April folgte die erste Passagiermaschine. Im Mai 2016 wurden die Abläufe von der zuständigen Behörde, Air Safety Support International, abschließend geprüft und die Einwohner der Insel zu einem Tag der offenen Tür eingeladen. Die Zertifizierung war drei Tage zuvor, am 10. Mai, erfolgt.

#### Kontroversen um den Bau
Die Unterstützer argumentieren mit dem Ende der Lebenszeit des Versorgungsschiffs St. Helena, das alle drei Wochen die Insel in einer fünftägigen Überfahrt von Südafrika aus anlief – dieses sollte bereits 2012 außer Dienst gestellt werden. Außerdem ist die Insel ohne den Flughafen weitgehend von der Außenwelt abgeschnitten und bietet gut ausgebildeten Bewohnern wenig Arbeitsmöglichkeiten, weshalb zahlreiche Bewohner wegzogen – von 1998 bis 2008 sank die Bevölkerung von rund 5200 auf 4300 Personen. Ebenso gab es die Hoffnung, dass sich mit dem Flughafen die wirtschaftliche Situation der Insel verbessern könnte, etwa durch einen Ausbau des Tourismus. In einem 2002 durchgeführten konsultativen Referendum sprachen sich rund zwei Drittel der St. Helenier, die teilweise auch auf Ascension, den Falklandinseln und der RMS St Helena lebten, für den Flughafen aus. Der Flughafen ist außerdem für die Verbesserung der medizinischen Notfallversorgung auf St. Helena bedeutend. Schon eine der ersten Landungen auf dem Flughafen überhaupt war im Juni 2016 die eines Ambulanzflugzeuges, das auf dem Rückflug zum Festland ein kritisch krankes Neugeborenes und seine Mutter zur weiteren Versorgung nach Kapstadt evakuierte.
Kritik entzündete sich insbesondere an den hohen Projektkosten im Vergleich zum voraussichtlich überschaubaren Nutzen. In einzelnen britischen Medien wurde der Flughafen – nachdem die Aufnahme der Linienflüge im April 2016 verschoben worden war – als der „nutzloseste Flughafen der Welt“ bezeichnet. Viele Kritiker argumentieren außerdem, dass die Insel ihre einzigartige Abgeschiedenheit verlieren werde und das bisherige Gemeinschaftsgefühl verloren gehen könnte. Auch das Verschwinden zahlreicher endemischer Pflanzen- und Tierarten wurde befürchtet.

### Eröffnung und Linienverkehr
Am 10. Mai 2016 erhielt der Flughafen die Zulassung. Die offizielle Eröffnung war für den 21. Mai 2016 geplant, am 26. April 2016 jedoch wegen Scherwinden am Landepunkt des Nordanfluges (Pistenrichtung 19, ehemals 20) auf unbestimmte Zeit verschoben worden. Medien berichteten daraufhin, dass der Flughafen vermutlich niemals für den Linienverkehr eröffnet werden könne. Experten gingen jedoch davon aus, dass die Eröffnung „binnen Monaten“ stattfinden könne. Vermutlich müssten aber zunächst kleinere Maschinen eingesetzt werden, die die Landebahnlänge nicht vollständig benötigten oder zu einem Südanflug mit Rückenwind fähig seien. Diese Überlegungen wurden Mitte Juni 2016 von der Gouverneurin bestätigt. Die Werksmaschine des Typs Embraer 190 der Firma Embraer landete am 30. November 2016 in St. Helena und führte am 1. Dezember 2016 mehrere Testflüge durch. Das Testflugzeug mit Ballasttanks lieferte weitere Daten für den Anflug des Platzes auf beiden Anflugachsen. Am 3. Mai 2017 landete eine Maschine von Airlink, die 60 Passagiere nach St. Helena brachte. Es war der erste größere, kommerzielle Charterflug auf die Insel. Der erste kommerzielle Linienflug fand am 14. Oktober 2017 statt, als eine Embraer E190-100IGW mit 78 Passagieren aus Südafrika auf dem Flughafen landete.

### Fluggesellschaften
Am 16. März 2015 teilte die Verwaltung von St. Helena mit, dass Comair den Zuschlag zu Flugverbindungen von und nach St. Helena erhalten habe. Diese plante wöchentliche Verbindungen von und nach Johannesburg (O.R. Tambo International Airport) mit einer Boeing 737-800. Die Auslieferung des fabrikneuen Comair-Flugzeuges ZS-ZWG fand im Februar 2016 statt. Dieses sollte unter British Airways den Betrieb aufnehmen. Der Erstflug, noch ohne Passagiere, fand am 19. April 2016, statt und der reguläre Betrieb sollte Ende Mai starten.
Die im Jahr 2012 neugegründete Atlantic Star Airlines wollte den Flugplatz ursprünglich mit Boeing 757 erschließen und nach Kapstadt in Südafrika, Ascension und mit Zwischenlandung in Ghana nach London fliegen, für März 2016 vorerst als Charter durch Titan Airways durchgeführt. In einer späteren Phase wurden Flüge mit Boeing 737 der TUI Airlines Nederland anvisiert, die erstmals am 22. Mai 2016 von London-Gatwick via Banjul in Gambia hätten fliegen sollen. Im Oktober 2016 schließlich flogen Piloten der Atlantic Star Airlines einen ehemaligen Swiss-„Jumbolino“ auf die Insel. Das Flugzeug vom Typ Avro RJ100 mit dem Kennzeichen T7-IXS (San Marino) war von Tronos geleast und wurde daraufhin nach Chile geflogen. Tronos verfügt über weitere Flugzeuge des Typs, die für Atlantic Star für Direktflüge nach Walvis Bay, Kapstadt und Johannesburg eingesetzt werden könnten. Zunächst wollte die Gesellschaft jedoch St. Helena zweimal pro Woche von Ascension aus bedienen sowie Bedarfsflüge anbieten.
Am 7. Dezember 2016 schrieb die Regierung von St. Helena die Neuvergabe der Flugrechte aus. Am 28. April wurde Atlantic Star mitgeteilt, dass ihr Angebot nicht erfolgreich war. Im Juni 2017 wurde Airlink als bevorzugtes Unternehmen bekanntgegeben. Das Abkommen mit der Regierung mindert das unternehmerische Risiko.
Am 14. Oktober 2017 wurde der wöchentliche Linienflug aus Johannesburg mit Zwischenstopp in Windhoek aufgenommen. Aufgrund der widrigen Bedingungen kann die eingesetzte Embraer E190 nur mit maximal 76 Passagieren besetzt werden.

### Fluggastzahlen
Im ersten kompletten Betriebsjahr des Flughafens 2018 kamen 3831 Flugpassagiere auf der Insel an, 3818 verließen sie. Die durchschnittliche Aufenthaltsdauer der Touristen betrug elf Tage.

## Busverbindungen
Der Flughafen wird von vier Buslinien des öffentlichen Nahverkehrs bedient, die passend zu den wöchentlichen Ankünften und Abflügen der Airlink-Flüge verkehren.
Siehe auch: Verkehr in St. Helena, Ascension und Tristan da Cunha